# 森山裕丈
森山 裕丈（もりやま ひろたけ、1949年8月20日 - 2016年11月17日）は、日本の化学者。京都大学名誉教授。元京都大学原子炉実験所（現：京都大学複合原子力科学研究所）長。専門は核材料工学、放射化学。

## 略歴
- 1973年3月 - 京都大学工学部工業化学科 卒業
- 1978年
  - 3月 - 京都大学大学院工学研究科工業化学専攻 単位取得退学
  - 4月 - 京都大学工学部原子核工学教室 助手
- 1981年3月 - 京都大学工学博士
- 1990年8月 - 京都大学工学部原子核工学教室 助教授[1]
- 1993年10月 - 京都大学原子炉実験所 教授[2]
- 2001年10月 - 京都大学大学院工学研究科原子核工学専攻 教授
- 2009年4月 - 京都大学原子炉実験所長（2015年3月まで）
- 2014年12月 - 核燃料安全専門審査会（燃安審）会長[3]
- 2015年
  - 4月 - 鳥取県原子力安全顧問
  - 5月 - 東京工業大学原子炉工学研究所客員教授

## 原発マネー
森山は内閣府原子力安全委員会委員および専門委員でありながら、原発関連企業である日立GEニュークリア・エナジーから120万円を受け取っており、原発の推進側と規制側の癒着構造が「安全規制ガバナンス」における根本的な問題であると指摘されている。

## 著書
- 分離精製技術ハンドブック（分担）1993年 丸善 ISBN 4-621-03815-X, NCID BN08881267
- 原子力ハンドブック（分担） 2007年 オーム社 ISBN 978-4-274-20443-2